# 葉采芊
葉采芊（英語：William Yap Choi-chin，1948年11月17日—），前香港公務員。葉在1970年6月22日加入香港政府，在民政司署任職二級行政主任，後於1973年6月1日轉職政務主任，入職初期曾任南區民政主任。其後，葉曾於財政科、土地科、銓敘科、衛生福利科、政務總署及保安科等部門及決策科工作。在1983年至1985年間，葉擔任離島政務專員，並兼任區議會主席一職，期間曾陪同民政署署長華樂庭視察戴麟趾安老院。他其後擔任懲教署政務秘書，至1991年5月20日重返政務總署擔任九龍城政務專員，接替調任首席助理政務司（總部）的栢志高，履新時也獲奉為官守太平紳士。他在九龍城區服務至1997年4月24日，由陳貴春接替。休假十多天後，葉在5月5日出任荃灣政務專員（後改稱民政事務專員），接替提早退休的英籍蘇格蘭裔政務官余嘉勳。在荃灣區任職期間，葉在2000年9月一度署理民政事務總署副署長，與時任保安局局長葉劉淑儀、消防處處長曾廣豫、漁農自然護理署署長韋徐潔儀等一同宣傳防止山火。2003年12月，葉卸任荃灣民政事務專員，其職務由陸仿真接替。

## 殊銜
- 官守太平紳士（J.P.）（1991年5月20日 - 2003年12月）[6]